# Diphenylacetonitril
Diphenylacetonitril ist eine chemische Verbindung aus der Stoffgruppe der Nitrile.

## Synthese
Die erste Synthese durch Anschütz (1888) basierte auf der Reaktion von Bromdiphenylmethan mit Quecksilber(II)-cyanid. Dies wurde später als unpraktikabel bezeichnet, da die Ausbeute gering und die Aufarbeitung schwierig seien. Als Alternative wurde daher die Herstellung über Diphenylessigsäure (erhältlich durch Reduktion von Benzilsäure mit Iodwasserstoffsäure) vorgeschlagen. Diese wurde mit trockenem Ammoniak in das Ammoniumsalz überführt und durch längeres Erhitzen auf 230 °C zum Amid umgesetzt, welches mit Phosphorpentachlorid zum Nitril dehydratisiert wurde.
Eine neuere Synthese verwendet ebenfalls Diphenylessigsäure, die mit Thionylchlorid zum Säurechlorid umgesetzt wird. Anschließend erfolgt durch Eingießen in Salmiakgeist die Reaktion zum Amid, das durch Wasserabspaltung mit Phosphorylchlorid zum Diphenylacetonitril reagiert.
Der französische Chemiker Joseph Hoch ging von Phenylacetonitril aus, das zu Brombenzylcyanid bromiert und mit Benzol und wasserfreiem AlCl3 zum Endprodukt reagiert.

## Verwendung
Diphenylacetonitril wird in verschiedenen Wirkstoff-Synthesen verwendet, die bedeutendsten ist die von racemischem Methadon.